# The Proud Family Movie
The Proud Family Movie (bra: A Família Radical: O Filme; prt: Orgulho de Família - O Filme) é um filme estadunidense de 2005, dos gêneros animação, infantil e ficção científica, dirigido por Bruce W. Smith para o Disney Channel. 

## Vozes
- Kyla Pratt - Penny Proud
- Tommy Davidson - Oscar Proud
- Paula Jai Parker - Trudy Proud
- Jo Marie Payton - Suga Mama
- Tara Strong - Bebe Proud / Cece Proud / Cashew
- Orlando Brown - A ler Webb
- Soleil Moon Frye - Zoey
- Alisa Reyes - LaCienega Boulevardez
- Karen Malina Branco - Dijonay Jones
- Omarion - 15 Cent
- LisaRaye McCoy - coreógrafo
- Arsenio Hall - Dr. Carver / Bobby  Proud
- Jeremy Suarez - Wally
- Carlos Alazraqui - Puff / Membro do Conselho
- Billy West - Conselheiro / taxista
- Carlos Mencia - Felix Boulevardez
- María Canals - Sunset  Boulevardez
- Alvaro Gutiérrez - Papi
- Phil LaMarr - Dr. Carver in Disguise / Membro do Conselho
- Aries Spears - Assistente de Kelly / Conselheiro dos Membros
- Keith David - Bebe Clone Proud
- Kevin Michael Richardson - Mangler Mania
- Masi Oka - Kid japonês / Apresentador